# Niskayuna, New York
Niskayuna, New York (енгл. Niskayuna) насељено је место без административног статуса у америчкој савезној држави Њујорк.

## Демографија
По попису из 2010. године број становника је 4.859, што је 33 (-0,7%) становника мање него 2000. године.
| Група             | 2000.         | 2010.         |
| Белци             | 4.581 (93,6%) | 4.329 (89,1%) |
| Афроамериканци    | 51 (1,0%)     | 152 (3,1%)    |
| Азијати           | 127 (2,6%)    | 146 (3,0%)    |
| Хиспаноамериканци | 77 (1,6%)     | 141 (2,9%)    |
| Укупно            | 4.892         | 4.859         |